# Агнеса помирає
«Агнеса помирає» (італ. L'Agnese va a morire) ― фільм 1976 року режисера Джуліано Монтальдо, знятий за однойменним романом Ренати Віджано.

## Сюжет
У центрі подій італійський Рух Опору в часи Другої світової війни. Після вбивства чоловіка, якого фашисти стратили за підривну діяльність, Агнеса всі сили віддає тому, щоб допомогти вигнати ненависного ворога зі своєї землі. Вона стає незамінною помічницею партизанського загону, оскільки вміє лікувати не тільки фізичні, але і душевні рани.

## В ролях
- Інгрід Тулін: Агнеса;
- Стефано Сатта Флорес: командир;
- Мікеле Плачидо: Том;
- Аврора Климент: Ріна;
- Нінетто Даволі: відчайдушний;
- Вільям Бергер: Клінто;
- Флавіо Буччі: апулієць;
- Розаліно Челамаре: Зеро;
- Альфредо Піа: Тонітті;
- Альдо Реджані: солдат;
- Джино Сантерколе: Пірон;
- Бруно Занін: син Кенсіо;
- Піер Джованні Анчісі: Тоні;
- Роджер Воррод: англійський офіцер;
- Маріо Барделла: Маґон;
- Пітер Бум: німецький солдат;
- Серхіо Серафіні: партизан;
- Джованні Брузаторі: Тарзан;
- Елеонора Джорджі: Вандіна;
- Джонні Дореллі: Вальтер;
- Массімо Джиротті: Паліта;
- Діна Сассолі: Мінгіна;
- Габріелла Джорджеллі: Лоренца.